# 永生教

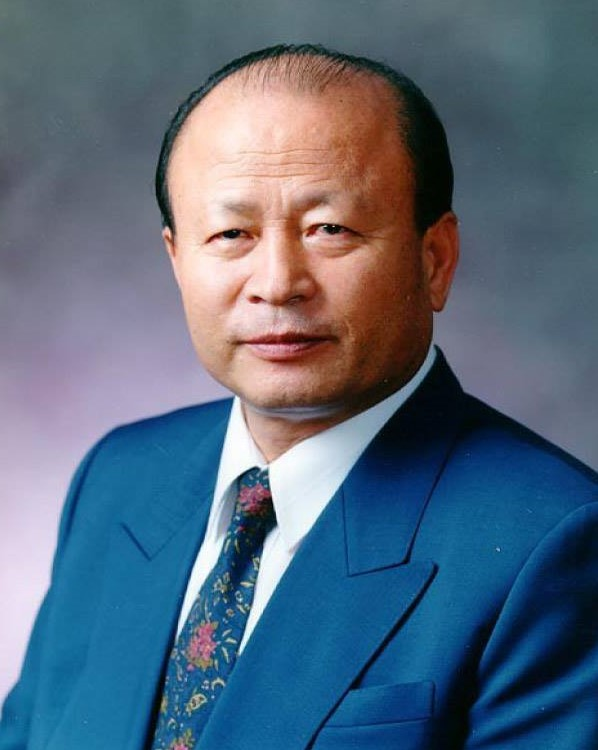
曹熙星

永生教上帝的圣会胜利祭坛（韩语：영생교 승리 제단）是创立于1981年，韩国的新兴宗教。它认为基督耶稣是假救世主，真正的基督是它的创始者曹熙星（1931–2004）——“胜利基督”。永生教在90年代初期，有大约40万名信众，但是在曹熙星于1994年被逮捕，逝世于2004年后，信众人数开始下降。2017年的信众人数估计在10万名左右。

## 起源
曹熙星生于1931年8月12日，韩国京畿道的金浦。他曾在朝鲜战争中被北韩监禁。重获自由后，身为基督教的曹熙星，活跃于循道宗和长老教会。 他和橄榄树（也称传道馆）（Jundokwan）的创始者，朴泰善(1915–1990)的相遇，对他之后的宗教活动，起着决定性的作用。 橄榄树在1970年代拥有150万名信众，随后的数十年，信众人数不断下降，是一个通过韩国其他教会分裂出的各个教派，聚合产生的新兴偽基督教教派。 在1960年代和1970年代，曹熙星是橄榄树教会中，一个成功的传教士，在韩国成立了几所教堂 。 他在1980年，到韩国富川附近休假。在橄榄树旗下的一个宗教村内，一栋名为“密室” （MilSil)的建筑内，曹熙星受到被奉为“萨满”的橄榄树成员，洪犹毕的启发，成立了永生教上帝的圣会胜利祭坛。 该教宣称，洪犹毕在1980年10月15日，认可曹熙星是“胜利基督”和“上帝的化身”。曹熙星离开了橄榄树，在富川成立了自己的教会，永生教上帝的圣会胜利祭坛（SeungNiJeDan）。 该教会迅速扩展，在1991年8月12日，成立了位于富川的总会。 在几年之中，永生教聚集了大约40万名信众，主要信众都在韩国，同时在日本、澳洲、新西兰、美国和英国都有分会。

## 争议
由于曹熙星对基督耶稣的批评，以及自称为救世主，他受到了韩国基督教教会的敌视，并且受到了基督教教会的媒体攻击，指责他犯下种种恶行。 1994年，曹熙星被逮捕并入狱7年。 他被指涉及欺诈、杀害6名转向对手教会的信众。曹熙星在1996年一审被判欺诈有罪，谋杀无罪。在2004年二审被判谋杀有罪，判处死刑，在上诉后又被判无罪。曹熙星向首尔高等法院上诉，在上诉期间于2004年6月19日逝世。 针对曹熙星的检控，以及他的逝世，使得相信他拥有不死之身的信众，受到很大的打击，该教会也随之开始走下坡。不过在2017年，该教会在韩国仍然拥有40个胜利祭坛，10万名左右的信众。

## 信仰
根据永生教上帝的圣会胜利祭坛的教义，人类所有的神圣经文，包括聖經、佛教经典以及韩国古代的预言书，都描写了神的“原始应许”，例如：人类可以达到不死之身，而这是唯一真正的不死之身。他们也认为灵魂脱离了身体，升上天堂获得永生，是对圣经的错误诠释。 由于那是基督耶稣的话语，因此证明了基督耶稣是一个假先知，事实上他是 “撒旦的独子”。 根据胜利祭坛的教义，另外一个证明基督耶稣不是神圣化身的证据，是他其实是因为他母亲马利亚被罗马士兵潘得拉强奸而诞生的。另外，他也迎娶了被认为是堕落女性的抹大拉的马利亚。 这些论据出自罗马反基督教哲学家塞尔苏斯，以及一本叫做圣血和圣杯的书本。那本书也促成了2003年丹·布朗的小说达芬奇密码的成功。 
胜利祭坛提出，基督耶稣不是神圣的化身，也不是先知。这一点始于神圣、永生的亚当与夏娃，他们和神形成了原始的三位一体。尽管神是全能的，却无法阻止撒旦诱惑亚当和夏娃，并夺取了他们的永生。 6,000 年中，神在击败撒旦、恢复人类的永生以前，需要先知的继承。第一批先知包括了 挪亚、亚伯拉罕、以撒、雅各和丹。 后者是雅各的合法继承者（胜利祭坛主张的证明：创世记，49:16），最后他的家族但人，迁移到了韩国。他们的国王就是神话中的檀君，或称但王。 第二批先知居住在韩国，包括了橄榄树的创始者朴泰善、启发了曹熙星的洪犹毕，以及曹熙星自己，还有韩国其他2个新兴宗教的创始者：东学的崔济愚和甑山道的姜甑山。
据永生教上帝的圣会胜利祭坛所述，在人类的神圣史中，曹熙星扮演着重要的角色。他在1980年的启蒙中，击败了隐藏在全人类自我中“撒旦的血”，成为“胜利基督”，即通过神下降到凡间，击败撒旦并最终恢复人类永生的神圣化身。 实际上，曹熙星是继亚当之后，第一个获得永生的人类。虽然他由于敌人的伤害，必须舍弃（或说是转变）身躯，但是该教会仍然相信他还是以有形的方式存在着，并且在指导着胜利祭坛的宗教服务。胜利祭坛会以投影的方式，展示曹熙星的图像。  教会服务每天都有，同时他们每年都会庆祝5个节日：胜利节（10月15日）、被称为圣诞节的曹熙星生日（8月12日）、弥赛亚节（12月25日）、圣露圣灵节（1月1日）和父母节（5月8日）。
教会宣称“圣露”，他们也称作“隐藏的吗哪”，是曹熙星在世时，身体和肖像发出的烟、雾或火焰。在他逝世后，依然从他的相片中散发出来。胜利祭坛坚称，圣露是真实存在的，可以透过摄像机捕捉到影像。 它既是曹熙星神性的展现，也是给予信众们的精深营养。  据胜利祭坛所述，曹熙星通过达成他答应信众的“5则契约”，证明自己的神性，那就是：世界共产主义的毁灭、台风不再侵袭韩国、让韩国大丰收、停止雨季的来临（6月15日-7月15日）、阻止新的韩国战争并同一南北韩。教会认为最后一则契约，目前正在实现中，而且曹熙星在某种程度上，阻止了共产主义回归俄罗斯，以及朝鲜针对韩国的侵略计划。
不过，曹熙星的主要承诺，是一些人类会恢复不死之身。要达到这一目标，仅仅存有对他的信仰是不足够的，胜利祭坛认为单纯的信仰就能获得救赎，是耶稣基督散播的错误概念。只有完全实践了“自由之法”，击败了自我并了解全人类是一体的，那总有一天能清除血液中撒旦的痕迹，并成为不死之身。  永生教宣稱它不要求信奉者崇拜 神 ，而是要求他們追求成為勝利基督，然而, 由于年老的教徒逐一逝世，坚持不死之身的教义变得越来越困难，这也可能是教会不断萎缩的原因之一。 不过，还是有很多信众怀抱希望，宣称他们当中至少有一些人，能获得长生不老。

## 外部連結
- 永生教上帝的圣会胜利祭坛 （页面存档备份，存于）